# 奥拉维·罗卡
奥拉维·罗卡（芬蘭語：Olavi Rokka，1925年8月9日—2011年12月21日），芬兰男子现代五项运动员。他曾代表芬兰参加1952年夏季奥林匹克运动会现代五项比赛，获得男子团体铜牌。